# Святий Мартин та жебраки
Святий Мартин та жебраки (англ. Saint Martin and the Beggar) — картина фламандського художника Антоніса ван Дейка, що була створена в період з 1620 по 1621 рік. За основу було взято релігійну легенду про святого Мартина, що віддає частину свого плаща жебраку. Картина знаходиться над дверима вівтаря кірхи св. Мартина, Завентем, Бельгія.

## Історія
Картина була написана під час перебування Антоніса ван Дейка в майстерні Рубенса в Антверпені. Будучи його учнем, він наслідував манеру та стиль свого вчителя при виконанні портретів. Імовірно ця робота була останньою до того, як в 1621 році ван Дейк вирушив на кілька років до Генуї, де опинившись під впливом італійського живопису — виробив новий спосіб передачі портрета на полотні
В картині чітко просліджується вплив Рубенса, що виражається в загальній схемі і окремих фігурах (жебраки наділені значною мускулатурою). Досить добре зображена лінія, утворена Мартином і його конем. Це положення ван Дейк запозичив з гравюри Доменіко делле Греко (венеціанський гравер) з малюнку Тіціана «Перехід через Чорне море», який був в особистій колекції Рубенса.
Святий Мартін був зображений в червоному плащі верхи на коні білого кольору з коричневою збруєю. Жебрак, з яким він ділиться половиною від плаща повернутий до глядача спиною і обгорнутий лише клаптиком брудної матерії, що прикриває оголеність. Інший жебрак зображений з перебинтованою головою і одягнений в сірі лахміття. Ван Дейк зобразив його з поглядом на вершника, в якому виражається схвалення вчинку останнього. Картина «Святий Мартин та жебраки» не позбавлена ??критики з боку експертів. Багато з них висловлюють обурення з приводу обладунків та одягу вершника в цілому (особливо капелюх з пером), оскільки вони більш сучасні і випереджають на кілька століть події, коли за легендою стався цей випадок. Також, критика адресована зображенню коня, яка володіє вагою форм і прямо вказує не фламандську породу коней, які позували при написанні картини. Сучасники Антоніса ван Дейка підкреслювали невдале рішення зобразити жебрака спиною до глядача, тим самим позбавивши можливості побачити вираз його обличчя в момент передачі половини плаща.
Пізніше, Антоніс ван Дейк створив другий варіант картини «Святий Мартин та жебраки», яка зберігається в фонді Королівської колекції у Віндзорському замку.